# Gorenzen
Gorenzen ist ein Ortsteil von Mansfeld und befindet sich im Mansfelder Land im Südharz. Der Ort hat etwa 350 Einwohner.

## Geschichte

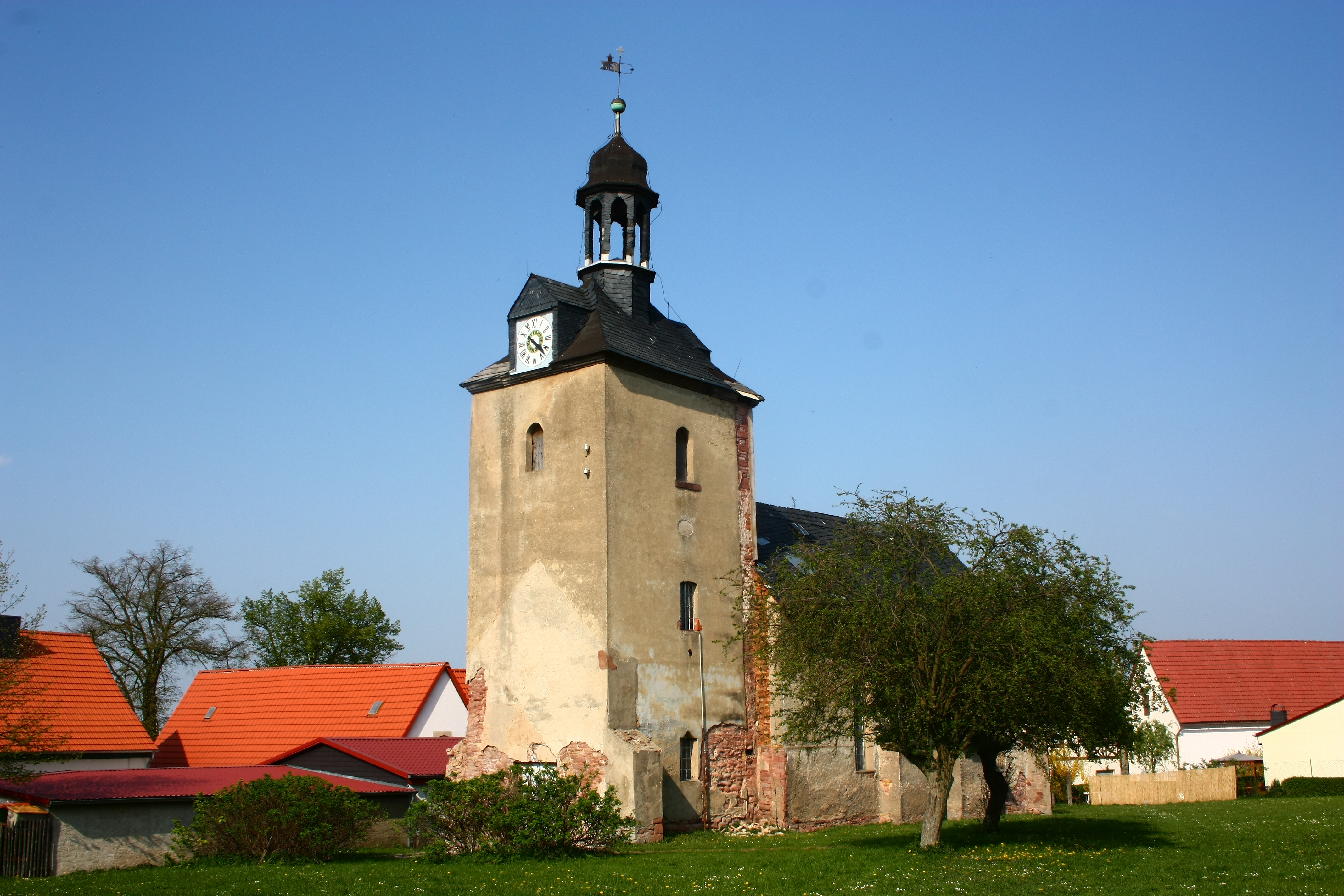
Dorfkirche Gorenzen

Das heutige Gorenzen besteht aus zwei ehemals eigenständigen Siedlungen. Der Teil nördlich der Kirche war einst das Dorf Schönbeck. Südlich der Kirche lag die wendische Siedlung Gorenzen. Etwa um 1000 soll Letzteres entstanden sein. In der Nähe des Ortes gab es einst die Riddagsburg, die heute zur Wüstung verfallen ist. Weiterhin gab es vor dem Jahre 1420 noch die heutige Wüstung Wenkerode ca. 500 m westlich von Gorenzen. Die dortige Bevölkerung siedelte jedoch nach Gorenzen um und erweiterte das Dorf dabei nach Südwesten.
Ursprünglich hatte die Doppelsiedlung Schönbeck-Gorenzen keine eigene Kirche. Die Dorfbewohner gingen deshalb zunächst in die Rigdagsburg zur Kirche. Im Jahre 1270 wurde die Dorfkirche erbaut. Seit der Reformation war die Gemeinde des Ortes dann nach Annarode eingepfarrt. Im Laufe der Zeit verlor Schönbeck seinen Namen und wurde nur noch als Teil von Gorenzen angesehen.
Auf der Gemarkung Gorenzen hatte der Großgrundbesitzer Carl Wentzel ein Jagdschloss, in dem er seinen verfolgten Bekannten Carl Friedrich Goerdeler verbarg, nachdem das Attentat auf Adolf Hitler am 20. Juli 1944 misslungen war. Goerdeler entkam und die Geheime Staatspolizei verhaftete Wentzel zehn Tage nach der Tat, vermutlich nach Denunziation von Ludolf-Hermann von Alvensleben, und richtete ihn am 20. Dezember 1944 in Berlin hin. Heute ist das Jagdschloss eine Jugendherberge.
Am 1. Januar 2005 wurde Gorenzen in die Stadt Mansfeld eingegliedert.

## Tourismus
Der Ort bildet als Ausgangspunkt für Tagestouristen Wandermöglichkeiten durch Wälder zu einem Wildgehege mit Rot- und Damwild sowie zu einer Köhlerhütte an der Kohlenstraße/Pferdekopf. Diese Kohlenstraße mit dem sogenannten Pferdekopf zum Pferdewechsel ist eine uralte Straßenanlage aus der Bronzezeit zum Transport der Holzkohle, die für den Bergbau im Mansfeld benötigt wurde.